# مارت ريستل
مارت ريستل (بالألمانية: Mart Ristl)‏ (7 يوليو 1996 بشفايبيش غموند في ألمانيا - ) هو لاعب كرة قدم ألماني في مركز الوسط. شارك مع منتخب ألمانيا الوطني لكرة القدم تحت 15 سنة ‏ ومنتخب ألمانيا تحت 16 سنة لكرة القدم ومنتخب ألمانيا تحت 17 سنة لكرة القدم ومنتخب ألمانيا لكرة القدم تحت 18 سنة ومنتخب ألمانيا تحت 19 سنة لكرة القدم. أما مع النوادي، فقد لعب مع نادي شتوتغارت وفي إف بي شتوتغارت الثاني.

## وصلات خارجية
- مارت ريستل على موقع الاتحاد الأوربي (الإنجليزية)
- مارت ريستل على موقع قاعدة بيانات كرة القدم.إي يو (الإنجليزية)
- مارت ريستل على موقع Soccerway.com (الإنجليزية)
- مارت ريستل على موقع عالم كرة القدم.نت (الإنجليزية)
- مارت ريستل على موقع AS.com (الإسبانية)